# Kicking Against the Pricks
Albums de 
Nick Cave and the Bad Seeds
The First Born is Dead
(1985) Your Funeral... My Trial
(1986)
Kicking Against the Pricks est le troisième album de Nick Cave and the Bad Seeds, paru en 1986. L'album se compose uniquement de reprises. Le titre fait référence à un passage de la Bible (Actes des Apôtres 26:14).
Cet album marque les débuts du batteur Thomas Wydler au sein des Bad Seeds.
Plusieurs des chansons originales reprises par Nick Cave dans cet album figurent sur les compilations Original Seeds.

## Titres
1. Muddy Water (5:15) (Phil Rosenthal)
2. I'm Gonna Kill That Woman (3:44) (John Lee Hooker)
3. Sleeping Annaleah (3:18) (Mickey Newbury)
4. Long Black Veil (M.Wilkins/Danny Dill)
5. Hey Joe (3:56) (Billy Roberts)
6. The Singer (3:09) (Johnny Cash), titre original : The Folk Singer
7. Black Betty (2:33) (Leadbelly) (uniquement sur l'édition CD)
8. Running Scared (2:07) (Roy Orbison) (uniquement sur l'édition CD)
9. All Tomorrow's Parties (5:52) (The Velvet Underground)
10. By the Time I Get to Phoenix (3:39) (Jimmy Webb)
11. The Hammer Song (3:50) (The Sensational Alex Harvey Band)
12. Something's Gotten Hold of My Heart (3:44) (Gene Pitney)
13. Jesus Met the Woman at the Well (2:00) (chant traditionnel/Arr. The Alabama Singers)
14. The Carnival Is Over (3:16) (The Seekers)

## Formation
- Nick Cave - chant, piano, orgue
- Mick Harvey - guitare acoustique, guitare électrique, piano, vibraphone, basse, batterie, chœurs
- Blixa Bargeld - guitare électrique, guitare slide, chœurs
- Barry Adamson - basse, chœurs
- Thomas Wydler - batterie

## Accueil critique
En 2013, le magazine Mojo classe cet album comme le septième meilleur album de Nick Cave. Il note en particulier que c'est la manière « auteuriste » de reprendre Something's Gotten Hold of My Heart qui permet aux Bad Seeds d'apparaître comme « beaucoup plus qu'un groupe marginal de punk-blues. » Selon Les Inrockuptibles Nick Cave s'approprie la musique américaine qui l'a beaucoup influencé, ce qui fait que Kicking Against the Pricks « ne sonne jamais comme un album de reprises. »